# Документ
Докуме́нт (нем. Dokument, далее от лат. documentum — образец, свидетельство, доказательство) — это зафиксированная на материальном носителе информация в виде текста, звукозаписи или изображения с реквизитами, позволяющими её идентифицировать (например, подписью).
В соответствии с российским законодательством документ определяется как «материальный носитель с зафиксированной на нём в любой форме информацией в виде текста, звукозаписи, изображения и (или) их сочетания, который имеет реквизиты, позволяющие его идентифицировать, и предназначен для передачи во времени и в пространстве в целях общественного использования и хранения».

## История и виды

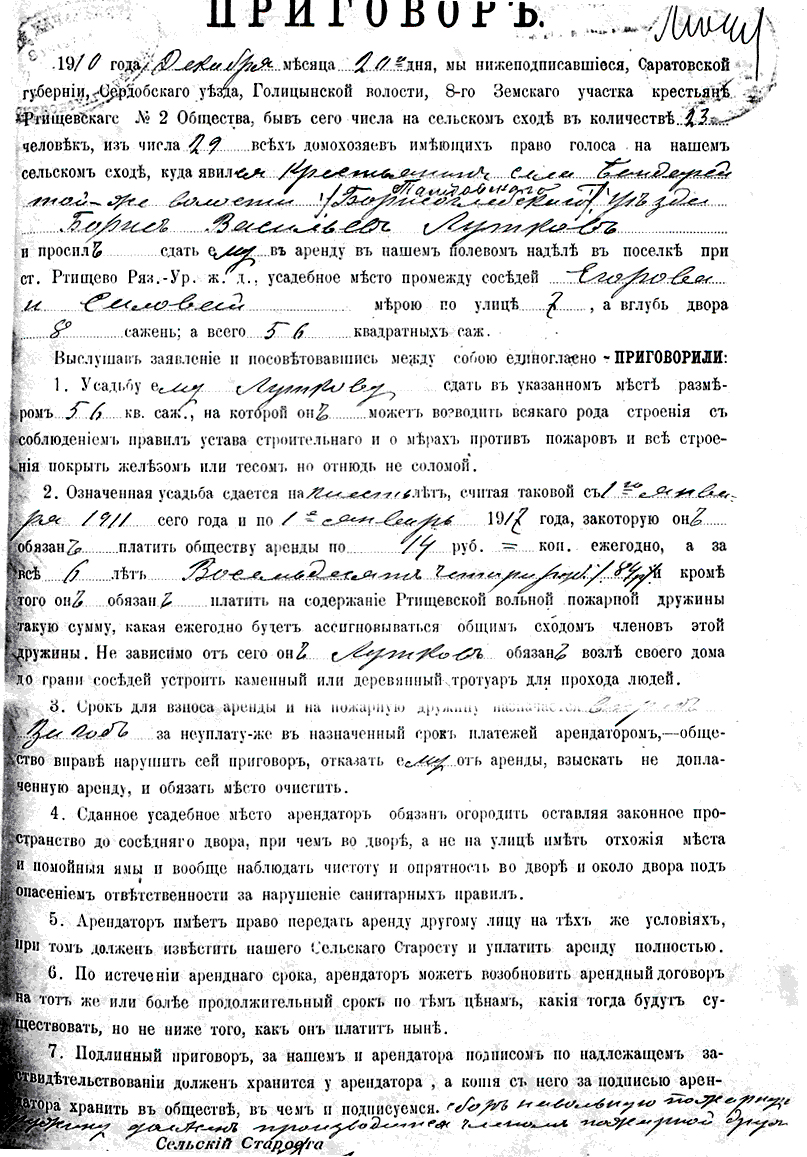
Текстовый документ — договор аренды

В узком смысле докуме́нт лат. documentum — облечённый в письменную форму носитель информации, удостоверяющий наличие фактов определённого значения. В широком смысле и книга, и скульптура — документы.
На протяжении истории носители информации менялись, ими могла быть бумага, перфокарта, фотоплёнка, компакт-диск, дискета, магнитная лента, глиняные таблички и т. п. Для автоматизации обработки документов с XX века стали широко использоваться компьютеры.
Важный вид документов — различные удостоверения, подтверждающие личность человека, его принадлежность к какой-либо организации или разрешение заниматься определённой деятельностью.
В информационных системах для обеспечения потребностей информационного поиска, с одной стороны, описывается документ как материальный объект — совокупностью значений его свойств (атрибутов, реквизитов), то есть метаданными; с другой стороны, описывается содержание информации, закреплённой на этом объекте — как правило, с помощью индексов.
Совокупность документов, посвящённых какому-либо вопросу, явлению, процессу, лицу, учреждению и т. п., называется документа́цией.
Запись информации на различных носителях по установленным правилам называется документированием и представляет собой процесс создания и оформления документов. При документировании необходимо учитывать действующие нормы законодательства, компетенцию автора и соблюдать общегосударственные правила составления и оформления документа.
Совокупность работ по документированию управленческой деятельности предприятий и по организации в них движения документов характеризует термин «делопроизводство». Ответственность и полномочия в области делопроизводства должны быть чётко определены и объявлены.

## Классификация документов
- По назначению:
  - организационные документы (устав, должностная инструкция, положение, штатное расписание, структура и штатная численность);
  - распорядительные документы (приказ, выписка из приказа, распоряжение, указание, постановление, решение);
  - информационно-справочные документы (акт, протокол, докладная записка, объяснительная записка, служебная записка, письмо, справка);
  - учётно-расчетные (бухгалтерские) документы (платёжное поручение, счёт-фактура, накладная, акт и т. п.). Учётный первичный документ необходимо оформлять на каждую совершенную организацией деловую операцию (п. 1 ст. 9 Федерального закона от 06.12.2011 № 402-ФЗ «О бухгалтерском учёте»[3];
  - нормативные документы с позиции правовых норм регламентируют общие принципы, правила или характеристики. Охватывают такие понятия, как стандарты, нормы, правила, своды правил, регламенты и другие подобные документы;
  - иные.
- По времени создания — первичные и вторичные (реферат, аннотация, обзор и т. д.);
- По способу изготовления — черновой, беловой, электронный, изобразительный, рукописный документ, машинописный, печатный (брошюра, книга, журнал);
- По типу содержания — текстовые, иконические (графические), идеографические (схемы, карты, ноты), аудиальные, мультимедийные;
- По способу представления — электронный, на бумажных носителях;
- По месту издания — внутренние, внешние;
- По направлению отправки — входящие, исходящие;
- По распространению — опубликованные, неопубликованные, непубликуемые, промежуточные;
- По необходимости технических средств — человекочитаемые, машиночитаемые;
- По уровню секретности — несекретные, секретные, с разным уровнем секретности, конфиденциальные и т. д.

Виды обработки документов делятся на семантические (перевод, реферирование, аннотирование) и несемантические (копирование, передача, преобразование в другую форму представления).
Документы содержат информацию, являющуюся ценным ресурсом и важным элементом деловой деятельности. Системный подход к управлению, создаваемому на предприятии документами, позволяет создать информационный ресурс о деловой деятельности, а также обеспечить подотчётность всех заинтересованных лиц. По содержанию документы делятся на научно-технические (статьи, книги, патенты, технические отчёты и описания), правовые (постановления, указы, договоры и др.), управленческие (приказы, директивы) и т. п.

## Функции документов
Документы могут выполнять следующие функции:
- Информационная — определяется потребностью документирования, хранения и предоставления информации;
- Коммуникативная — документы являются средством обмена информацией во времени и пространстве;
  - ориентация документов в одном направлении (сверху вниз, снизу вверх);
  - двусторонние документы;
- Социальная — состоит в фиксации, сохранении и передаче непосредственно социальной информации; каждый документ социально значим, так как создан ввиду какой-либо социальной потребности.
- Культурная — способность документа сохранять и передавать культурные традиции, эстетические нормы, ритуалы, принятые в обществе;
- Управленческая — документ как способ управления деятельностью;
- Правовая — документ выступает в качестве способа закрепления и (или) изменения правовых норм и правоотношений;
- Историческая — документ является историческим источником с момента создания[4].